# SMS Grosser Kurfürst (1913)
O SMS Grosser Kurfürst foi um couraçado operado pela Marinha Imperial Alemã e a segunda embarcação da Classe König, depois do SMS König e seguido pelo SMS Markgraf e SMS Kronprinz. Sua construção começou em outubro de 1911 na AG Vulcan em Hamburgo e foi lançado ao mar em maio de 1913, sendo comissionado em julho do ano seguinte. Era armado com uma bateria principal composta por dez canhões de 305 milímetros montados em cinco torres de artilharia duplas, tinha um deslocamento de mais de 28 mil toneladas e alcançava uma velocidade de 21 nós.
O Grosser Kurfürst entrou em serviço no início da Primeira Guerra Mundial e atuou como parte da Frota de Alto-Mar, participando da maioria das operações navais alemãs durante o conflito. Esteve envolvido em várias surtidas em 1914 e 1915, já em meados de 1916 esteve presente na Batalha da Jutlândia. Nesta, enfrentou vários couraçados britânicos enquanto navegava como o segundo navio da linha de batalha alemã, porém não foi seriamente danificado. No ano seguinte deu apoio para a Operação Albion no Mar Báltico, porém pouco fez pelos restante da guerra depois disso.
A Alemanha foi derrotada em novembro de 1918 e o Grosser Kurfürst se rendeu para a Grande Frota britânica no mesmo mês, sendo internado junto com o resto da Frota de Alto-Mar na base britânica de Scapa Flow, nas Ilhas Órcades. Permaneceu imobilizado no local pelos meses seguintes enquanto o Tratado de Versalhes era negociado. O couraçado acabou deliberadamente afundado por sua própria tripulação em 21 de junho de 1919 para que não fosse tomado pelos britânicos. Ele afundou em água rasa e seus destroços foram reflutuados em 1938 e desmontados em 1939.